# Gira A los mismos de siempre
Es la cuarta gira que realizó la banda de Hard Rock La Renga, aquella que comenzó el 10 de octubre de 1998 y terminó el 11 de septiembre de 1999. Dicha gira fue realizada para promocionar el disco homónimo, que es simplemente autotitulado La Renga. En esta gira se destacan invitados como Los Piojos, Ricardo Mollo, Marcelo Ferrari, entre otros. Cabe destacar que en noviembre del '98, la banda tenía previsto realizar la presentación oficial del disco homónimo en el estadio de Ferro, pero como éste no estaba habilitado, tuvieron la oportunidad de tocar durante dos fechas seguidas en el estadio de Atlanta, exactamente los días 27 y 28 de noviembre. Tras finalizar esta larga gira, se metieron a grabar el sucesor, que se titula La esquina del infinito.

## Lanzamiento del disco y gira

### 1998

Tapa del disco homónimo del grupo. Fue presentado con dos noches a lleno total en el estadio de Atlanta el 27 y 28 de noviembre de 1998, con invitados de lujo.

El 22 de septiembre de 1998 aparece el disco homónimo de la banda, simplemente autotitulado La Renga. Consta de 11 temas y fue producido por Ricardo Mollo, al igual que el disco anterior. Apenas salió, fue triple disco de platino. Dos de esos 11 temas fueron estrenados en sus shows del 20 y 21 de junio de 1997 en La Plata. Estos son Reíte y El terco. Uno de los temas es de la autoría de Fernando Vera, y se llama Me hice canción. El tema Cuando estés acá está dedicado a uno de los hijos del Tete, que nació, vaya casualidad, en el mismo año que se grababa el disco. Se caracteriza por la estrella blanca que contiene en la portada. En octubre se presentaron en Córdoba, y el 7 de noviembre en Mendoza. Para fines de ese mes, la banda se decide a tocar en el estadio de Ferro para la presentación oficial del disco en Buenos Aires, pero no estaba habilitado como en el '97 y se tuvieron que presentar otra vez en Villa Crespo. La presentación se realizó los días 27 y 28 de noviembre en el estadio de Atlanta, con Los Piojos como invitados. Terminaron el año tocando en San Rafael, San Juan y Bahía Blanca los días 11, 12 y 19 de diciembre.

### 1999
Comienzan un 1999 cargado de varios recitales por las provincias, incluyendo Río Negro, Mendoza, San Luis, entre otras. La gira finalizó en septiembre, en Formosa. En noviembre, la banda tenía previsto realizar dos shows en el estadio de Platense, pero no lo lograron. La sede elegida fue el estadio de Huracán, en donde tocaron al finalizar la gira el 4 y 5 de diciembre, y el 17 de diciembre tocaron por tercera vez en Rosario, precisamente en el estadio de Central Córdoba. Despiden el año tocando el 30 de diciembre en El Marquee.

## Setlist
Representa el concierto en el estadio de Atlanta del 27 de noviembre de 1998
1. "Tripa y corazón"
2. "Desnudo para siempre (o Despedazado por mil partes)"
3. "Cuándo vendrán"
4. "El twist del pibe"
5. "Moscas verdes para el charlatán"
6. "El hombre de la estrella"
7. "Blues cardíaco"
8. "Veneno"
9. "Cuando estés acá"
10. "Bien alto"
11. "El terco"
12. "Lo frágil de la locura"
13. "Vende patria clon"
14. "Reíte"
15. "Me hice canción"
16. "Blues de Bolivia"
17. "Negra es mi alma, negro mi corazón"
18. "El juicio del ganso"
19. "Balada del diablo y la muerte"
20. "El rito de los corazones sangrando"
21. "Somos los mismos de siempre"
22. "El final es en donde partí"
23. "El revelde"
24. "Buseca y vino tinto"
25. "Voy a bailar a la nave del olvido"
26. "Ser yo"
27. "Hablando de la libertad"

## Conciertos
| Fecha                    | Ciudad             | País      | Recinto                         |
| ------------------------ | ------------------ | --------- | ------------------------------- |
| América del Sur          |                    |           |                                 |
| 10 de octubre de 1998    | Córdoba            | Argentina | Estadio General Paz Juniors     |
| 7 de noviembre de 1998   | Mendoza            | Argentina | Estadio Andes Talleres          |
| 27 de noviembre de 1998  | Buenos Aires       | Argentina | Estadio Atlanta                 |
| 28 de noviembre de 1998  | Buenos Aires       | Argentina | Estadio Atlanta                 |
| 11 de diciembre de 1998  | San Rafael         | Argentina | Club San Rafael                 |
| 12 de diciembre de 1998  | San Juan           | Argentina | Club Energy                     |
| 19 de diciembre de 1998  | Bahía Blanca       | Argentina | Club Estudiantes                |
| 8 de enero de 1999       | El Trébol          | Argentina | Club El Expreso                 |
| 9 de enero de 1999       | San Francisco      | Argentina | Club Sportivo Belgrano          |
| 15 de enero de 1999      | San Luis           | Argentina | Club Justo Daract               |
| 22 de enero de 1999      | Las Grutas         | Argentina | Gimnasio Megahexágono           |
| 23 de enero de 1999      | Rawson             | Argentina | Gimnasio Municipal              |
| 30 de enero de 1999      | Bariloche          | Argentina | Club Bomberos Voluntarios       |
| 2 de abril de 1999       | Mar del Plata      | Argentina | Patinódromo Municipal           |
| 17 de abril de 1999      | Comodoro Rivadavia | Argentina | Club Ingeniero Huergo           |
| 18 de abril de 1999      | Comodoro Rivadavia | Argentina | Club Ingeniero Huergo           |
| 8 de mayo de 1999        | Villa María        | Argentina | Anfiteatro Villa María          |
| 18 de junio de 1999      | Tucumán            | Argentina | Club Floresta                   |
| 9 de julio de 1999       | Rosario            | Argentina | Club Provincial                 |
| 10 de julio de 1999      | Rosario            | Argentina | Club Provincial                 |
| 17 de julio de 1999      | Chajarí            | Argentina | Club Vélez Sarsfield            |
| 7 de agosto de 1999      | Bariloche          | Argentina | Club Bomberos Voluntarios       |
| 13 de agosto de 1999     | Mendoza            | Argentina | Estadio Andes Talleres          |
| 14 de agosto de 1999     | Mendoza            | Argentina | Estadio Andes Talleres          |
| 21 de agosto de 1999     | Santa Fe           | Argentina | Estadio Universidad Tecnológica |
| 11 de septiembre de 1999 | Formosa            | Argentina | Anfiteatro de la Juventud       |

## Otros conciertos
| Fecha                    | Ciudad       | País      | Recinto                   |
| ------------------------ | ------------ | --------- | ------------------------- |
| América del Sur          |              |           |                           |
| 4 de diciembre de 1999   | Buenos Aires | Argentina | Estadio Huracán           |
| 5 de diciembre de 1999   | Buenos Aires | Argentina | Estadio Huracán           |
| 17 de diciembre de 1999  | Rosario      | Argentina | Estadio Central Córdoba   |
| 30 de diciembre de 1999  | Buenos Aires | Argentina | El Marquee                |
| 25 de marzo de 2000      | Montevideo   | Uruguay   | Teatro de Verano          |
| 8 de abril de 2000       | Chascomús    | Argentina | Estadio Cubierto ICM      |
| 21 de abril de 2000      | Bariloche    | Argentina | Club Bomberos Voluntarios |
| 7 de julio de 2000       | Buenos Aires | Argentina | El Marquee                |
| 21 de septiembre de 2000 | Mendoza      | Argentina | Club Empleados Comercio   |

## Conciertos suspendidos y/o reprogramados
| Fecha                   | Ciudad, País            | Lugar                           | Motivo |
| ----------------------- | ----------------------- | ------------------------------- | --- |
| 27 de noviembre de 1998 | Buenos Aires, Argentina | Estadio Ferro Carril Oeste      | El concierto se suspendió porque el estadio no estaba habilitado. Se pasó para el mismo día en el estadio de Atlanta.            |
| 28 de noviembre de 1998 | Buenos Aires, Argentina | Estadio Ferro Carril Oeste      | Este concierto también fue suspendido y se trasladó al estadio de Atlanta para el mismo día.                                     |
| 13 de noviembre de 1999 | Buenos Aires, Argentina | Estadio Ciudad de Vicente López | El concierto fue suspendido porque no dejaron tocar a la banda. Se pasó para el 4 de diciembre en el estadio de Huracán.         |
| 14 de noviembre de 1999 | Buenos Aires, Argentina | Estadio Ciudad de Vicente López | Este concierto también tuvo que ser suspendido por este suceso extraño. Se pasó para el 5 de diciembre en el estadio de Huracán. |

## Curiosidades
En uno de los recitales de La Renga en el estadio de Huracán, la banda se detuvo para no sufrir inconvenientes durante la interpretación de su tema El rey de la triste felicidad, que en ese momento era un estreno. Dicho recital fue realizado bajo una intensa lluvia que azotó el campo de juego del estadio.
En uno de los dos shows en el estadio de Huracán, el 5 de diciembre de 1999, Ricardo Mollo tuvo un ataque de fiebre. Pero eso no le impidió tocar. Salió al escenario e interpretó el tema Reíte.

## Formación
- Gustavo "Chizzo" Nápoli - Voz y guitarra eléctrica (1988-Presente)
- Gabriel "Tete" Iglesias - Bajo (1988-presente)
- Jorge "Tanque" Iglesias - Batería (1988-presente)
- Manuel "Manu" Varela - Saxo y armónica (1994-presente)
- Gabriel "Chiflo" Sánchez - Saxo (1989-2008)